# District de Los Pozos
Le district de Los Pozos est l'une des divisions qui composent la province de Herrera, au Panama. En 2010, le district comptait avec 7 551 habitants répartis sur une superficie de 385,5 km2.

## Division politico-administrative
Elle est composée de neuf corregimientos :
- Los Pozos
- El Capurí
- El Calabacito
- El Cedro
- La Arena
- La Pitaloza
- Los Cerritos
- Los Cerros de Paja
- Las Llanas

## Crédit d'auteurs
- (es) Cet article est partiellement ou en totalité issu de l’article de Wikipédia en espagnol intitulé « Distrito de Los Pozos » (voir la liste des auteurs).